# 周玮生
周玮生是一位中国工程师。

## 生平
出生于中国，1982年毕业于浙江大学热物理工程系，1986年获得大连理工大学硕士学位，1995年获得京都大学物理工学博士学位。同年加入经济产业省下属新能源产业技术综合开发机构，1998年担任地球环境产业技术研究机构主任研究员，1999年担任立命馆大学法学部准教授，2000年担任立命馆大学政策科学部准教授，2002年升任教授。2005年担任立命馆孔子学院初代院长。
此外还担任国际3E研究院院长，日本一带一路研究中心秘书长，全日本华侨华人联合会荣誉会长。担任浙江大学、大连理工大学、上海交通大学、同济大学、天津大学等多所高校客座教授。